# ユーリー・クノロゾフ
ユーリー・ヴァレンティノヴィチ・クノロゾフ（ロシア語:  Ю́рий Валенти́нович Кноро́зов、1922年11月19日 - 1999年3月31日）は、ソビエト連邦の言語学者、民族誌研究者。マヤ文字の表音文字としての解読方法を確立した人物として知られる。

## 経歴
クノロゾフは、ウクライナのハルキウ（当時は成立したばかりのウクライナ・ソビエト社会主義共和国の首都）で、ロシア人知識人の家庭に生まれた。祖母はアルメニア人だった。1940年にモスクワ大学に入学し、民族誌学を専攻した。
健康の問題があったため、第二次世界大戦の前線に従軍することはなく、戦時中はウクライナに戻った。クノロゾフに関する有名な逸話に、燃えるベルリン図書館から偶然マヤ絵文書の複製を持ち帰ったという話があり、マイケル・D・コウの『マヤ文字解読』にも引かれているが、実際には持ち帰ったのはソ連軍の将校であってクノロゾフ本人ではなかったという。
戦後復学してエジプト学や中国学を学び、日本語やアラビア語にも手を出した。セルゲイ・トカレフの勧めでマヤ文字の解読をはじめた。また、セルゲイ・トルストフのウズベキスタン探検(1945-1948)に参加した。
1949年に大学を卒業した後、レニングラートの人類学・民族学博物館で研究を続け、1952年、マヤ文字の解読に関する最初の論文が公刊された。1956年にコペンハーゲンで開かれた国際会議に出席した。その後は1990年まで国外に出ることはなかった。1963年と1975年にマヤ文字に関する著書を出版。なお、クノロゾフの方法をもとにして、コンピューターでマヤ文字を自動解読しようという試みが行われたが、失敗に終わっている。
1990年にグアテマラ政府から招待され、このとき初めて実際のマヤの遺跡を訪れた。1994年にはメキシコでアステカ鷲勲章を授与された。1999年にサンクトペテルブルクで没した。

## 受賞・栄典
- 1977年：ソビエト連邦国家賞を受賞[3]。

## 研究内容・業績
- マヤ文字のほかに、ロンゴロンゴ文字やインダス文字の解読も試みた[6]。また、千島列島を探検し、アイヌに関する論文も書いている[6]。

### 解読に関して
- クノロゾフによれば、マヤ文字はヒエログリフと同様の、表語文字と表音文字の混在した文字である。おなじ文字が表音的にも表語的にも使われる。表語文字の読みを補助するために表音文字が前後に加えられることがある。またヒエログリフと同様に、美しさを重んじて文字の並び順が変化することがある。ついで、ディエゴ・デ・ランダの記したマヤ文字のアルファベットを基本的に正しいものと認め、ただしアルファベット（音素文字）ではなく子音と母音からなるCV式の音節文字であると考えた[9]。CVCの形を取る語は、表音文字では CV-CV の2文字で表され、2番目のVを読まない。このときに2番目のVは、最初のVと同じ音が選ばれる。このつづり方をクノロゾフは共調和的(synharmonic)と呼んだ。なお、現在では2番目のVが異なる非調和的な例も多数見つかっているが、これは単なるCVCではなく、少し異なる音を表したらしい[10]。
- クノロゾフが解読に使用した材料は、1933年にグアテマラで出版された、当時までに知られていた3つのコデックスをひとつにまとめた書物であった。コデックスは文字だけでなく絵が描かれているので、解読の助けになった。たとえば、ランダのアルファベットでCUとされる文字と未知の文字の書かれたページの下に七面鳥の絵が書かれていた。七面鳥はマヤ語でcutz (kutz')というため、上記の原理を使えばこれはcutzをcu-tzuと書いたものと判断でき、未知の文字をtzuと解読できる[11][12]。

### 反響と評価
- クノロゾフの解読が発表された当時、西側の代表的なマヤ文字研究者であったジョン・エリック・シドニー・トンプソンは、かつてベンジャミン・ウォーフの表音説を批判しており、クノロゾフの説にも強く反対した。1953年に最初の攻撃を行い、死ぬまで反対し続けた[13]。トンプソンは現代マヤ語を理解しており、マヤ文字の表す言語がチョル語に近いことを指摘し、接頭辞や助数詞を表すマヤ文字についても指摘していた。それにもかかわらず、マヤ文字が表音的に読めることを決して認めようとはしなかった。当時の西ドイツのトーマス・バルテルもクノロゾフを批判した[14]。
- 西側の学者はトンプソンの強い影響下にあったこともあり、クノロゾフの説をまともに取りあげる学者は少なかったが、デイヴィッド・H・ケリーは1962年にクノロゾフ説を評価し、コデックスだけでなく碑文もクノロゾフの方法で読めることを示した[15]。マイケル・D・コウは、1966年の著書『マヤ』においてクノロゾフの説を高く評価した。クノロゾフの1963年の著書は、コウの夫人でソ連からの亡命者の娘であるソフィー・D・コウによって英語に抄訳されて、1967年に出版された。言語学者であるフロイド・ラウンズベリーは、パレンケのパカル大王の名が音節文字で実際にパカルと書かれていることを1974年に発表し、これによってクノロゾフ説の信憑性が増した[16]。
- クノロゾフの解読結果は必ずしも正しいものではなく[17]、現在から見ると解読の2⁄3以上は誤っていた[18]。しかしクノロゾフの原則にもとづいて1980年代に急速に解読が進み、1990年代にマヤ文字は大筋で読めたと言えるようになった。

## 著作
- “Древняя письменность Центральной Америки”. Советская этнография 3:  100-118. (1952).（中央アメリカの古代文字）

ついで、ディエゴ・デ・ランダ『ユカタン事物記』の訳注によって、1955年に博士の学位を得た。
- Система письма древних майя. Издательство Академии наук СССР. (1955)（古代マヤ文字体系）
- Письменность индейцев майя. Издательство Академии наук СССР. (1963)（マヤ・インディアンの文字）
- Иероглифические рукописи майя. Издательство «Наука». (1975)（マヤ神聖文字文書）

## 逸話
クノロゾフは自分の著作に愛猫アーシャ（ロシア語: Ася）を共著者として記載していたが、編集者はいつもアーシャを削除していた。彼はいつもアーシャと一緒に写っている写真を著者写真として使っていたが、編集者がアーシャを切り抜くとイライラしていた。